# Nashville (album av Josh Rouse)
Nashville är det femte studioalbumet av den amerikanske artisten Josh Rouse. Det utgavs på Rykodisc Records år 2005.

## Låtlista
1. "It's the Nighttime" (Josh Rouse, Daniel Tashian)
2. "Winter in the Hamptons" (Rouse, Tashian)
3. "Streetlights" (Rouse)
4. "Caroliña" (Rouse)
5. "Middle School Frown" (Rouse)
6. "My Love Has Gone" (Rouse)
7. "Saturday" (Rouse)
8. "Sad Eyes" (Rouse, Sean Kelly)
9. "Why Won't You Tell Me What" (Rouse)
10. "Life" (Rouse, Tashian)